# Lilli Schwarzkopf
Lilly Schwarzkopf, född den 28 augusti 1983 i Novopokrovka i Kirgiziska SSR, är en tysk friidrottare som tävlar i mångkamp. 
Schwarzkopf genombrott kom när hon blev femma vid junior-VM 2002. Hon deltog vid VM i Helsingfors 2005 där hon slutade på 13:e plats. Hon deltog vidare vid EM i Göteborg 2006 där hon placerade sig på tredje plats. 
Vid VM 2007 slutade Schwarzkopf på femte plats och noterade ett nytt personligt rekord på 6 439 poäng. Under 2008 slog hon till med ett nytt rekord på 6 536 poäng. Hon deltog även vid Olympiska sommarspelen 2008 där hon slutade på åttonde plats. 
Vid VM 2011 blev hon sexa.